# V1093 Herculis
V1093 Herculis är en pulserande blå subdvärg av V1093 Herculis-typ (V1093HER) i stjärnbilden Herkules. Den är prototypstjärna för en grupp av subdvärgs-variabler som pulserar med perioder, 45-180 minuter, på grund av gravitationskrafter, utan att uppvisa korta perioder för pulserande på grund av stjärntryck.
V1093 Herculis har visuell magnitud +13,97 och varierar i amplitud med 0,02 magnituder med en period av 0,0408 dygn eller 58,8 minuter.